# Leding
Leding – miejscowość (småort) w Szwecji w gminie Örnsköldsvik w regionie Västernorrland. Około 58 mieszkańców.